# Saadi
Abū Muṣliḥ bin Abdallāh Shīrāzī (Shiraz, 1184/1210 – 1283/1291?), beter bekend onder zijn pseudoniem Saadi of Saʿdī (Perzisch: سعدی), was een van de bekendste Perzische dichters van de middeleeuwen. Hij staat niet alleen bekend om de kwaliteit van zijn werken, maar ook om de diepgang van zijn maatschappelijke gedachten.

## Biografie
Saadi was een inwoner van Shiraz in Fars, het zuiden van Perzië. Hij verliet al op jonge leeftijd zijn thuisstad, en vertrok naar Bagdad om Arabische literatuur en islamitische wetenschappen te studeren aan het beroemde an-Nizzāmīya kenniscentrum (1195-1226).

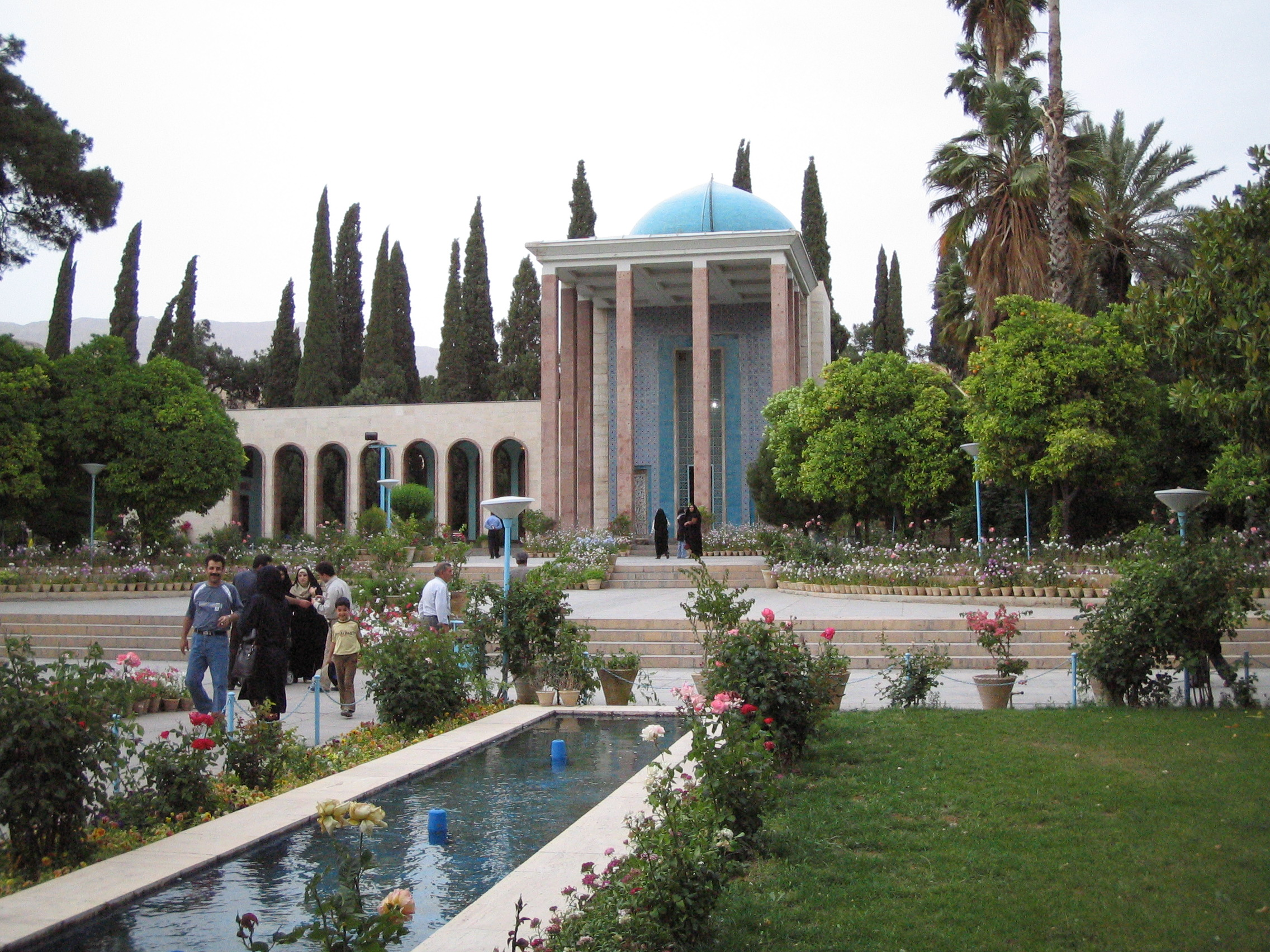
Saadi’s mausoleum in Shiraz

Nadat de Mongolen Perzië binnenvielen, zwierf Saadi door Anatolië, Syrië, Egypte en Irak. In zijn werken verwijst hij tevens naar reizen die hij zou hebben gemaakt naar Pakistan, India en Centraal-Azië. Daarmee vertoont Saadi veel overeenkomsten met Marco Polo, die dezelfde regio bezocht tussen 1271 en 1294. Hij bezocht op zijn reizen veel theehuizen, waar hij verhalen uitwisselde met handelaren, boeren, priesters, dieven en sjiitische mystici. Deze gesprekken dienden vaak als basis voor zijn werk.
Toen hij na meer dan twintig jaar terugkeerde in Shiraz, werd het geregeerd door Atabak Abubakr Sa'd ibn Zangy (1231-1260) en kende een tijd van relatieve kalmte. Saadi werd door de heerser met respect onthaald. Als dank hiervoor nam Saadi de naam van de lokale prins, Sa'd ibn Zangi, aan als zijn pseudoniem. Hij heeft vermoedelijk de rest van zijn leven in Shiraz doorgebracht, waar zijn mausoleum een bekende toeristische trekpleister is.
Zijn bekendste werk is de Goelistan, "De rozentuin", waarin proza en poëzie elkaar afwisselen. Een Nederlandse vertaling verscheen in 1997.

## Werken
- "Boestan"
- "Goelistan", of de rozentuin
- "Perzische en Arabische Qasiden"
- "Ghazaliat"
- "Tardschi'band"
- "Qata'at"
- "Roba'iat"
- "Mofradat"
- "Suknameh"
- "Molamma'at wa Mosallasat"

## Vertalingen
- Saadi, De rozentuin (1997; vertaald door J.T.P. de Bruijn)

- Bibsys: 90063770
- Biblioteca Nacional de España: XX1053588
- Bibliothèque nationale de France: cb119232476 (data)
- Catàleg d'autoritats de noms i títols de Catalunya: 981058521001706706
- CiNii: DA01155636
- Gemeinsame Normdatei: 118604716
- International Standard Name Identifier: 0000 0001 2031 438X
- KulturNav: b3f886f2-d043-4121-8148-035e25eae3cf
- Library of Congress Control Number: n79139394
- Nationale Bibliotheek van Letland: 000092303
- MusicBrainz: 6603e7c6-feb3-4cca-8019-de11548d0e85
- Bibliotheek van het Japanse parlement: 00550081
- Nationale Bibliotheek van Tsjechië: jo20000082642
- Nationale bibliotheek van Australië: 35471181
- Nationale Bibliotheek van Israël: 987007267425205171
- Nationale Bibliotheek van Polen: a0000001774321
- Nationale en Universitaire bibliotheek Zagreb: 000319525
- Nederlandse Thesaurus van Auteursnamen: 070499195
- Réseau des bibliothèques de Suisse occidentale: 02-A000144704
- Istituto Centrale per il Catalogo Unico: CFIV113403
- LIBRIS: 89947
- Système universitaire de documentation: 083361448
- TDVİA: sadi-i-sirazi
- Trove: 964932
- Virtual International Authority File: 100206721